# Lessertinella kulczynskii
Lessertinella kulczynskii is een spinnensoort in de taxonomische indeling van de hangmatspinnen (Linyphiidae).
Het dier behoort tot het geslacht Lessertinella. De wetenschappelijke naam van de soort werd voor het eerst geldig gepubliceerd in 1910 door Roger de Lessert.